# Victor Michiels (résistant)
Ne doit pas être confondu avec Victor Michiels (football).
Victor Michiels, né à Schaerbeek, Bruxelles, le 15 décembre 1915 et mort également à Schaerbeek, le 19 novembre 1942 est un avocat et un résistant belge de la Seconde Guerre mondiale. Agent de la filière d'évasion Comète, il est abattu en rue par la Geheime Feldpolizei, le 19 novembre 1942.

## Éléments biographiques
Victor Michiels nait dans la commune bruxelloise de Schaerbeek durant la Première Guerre mondiale, le 15 décembre 1915. Il est le cadet d'une famille qui comporte alors 5 enfants, une sixième naitra en 1920. Il fait des études de droit et travaille ensuite en tant qu'avocat. Il est recruté par le Réseau Comète pour devenir guide international pour permettre à des pilotes alliés et à des résistants « brûlés » de quitter le territoire belge alors sous le joug nazi et de pouvoir rallier l'Angleterre via la France et l'Espagne. Le 7 octobre 1942, en compagnie d'une autre recrue, son ami Jean-François Nothomb, il rencontre pour la première fois Jean Greindl (Némo) qui coordonne le réseau pour la Belgique. Avec son bras droit, Peggy Van Lier, Jean Greindl a restructuré complètement le réseau. Il le dirige depuis la Cantine suédoise de la Croix-Rouge suédoise qui vient en aide aux enfants démunis en leur fournissant des vêtements et de la nourriture et dont il est le directeur. Elle est située rue Ducale au no 6, non loin d'où habite Victor Michiels. Nemo et Peggy Van Lier fabriquent de faux papiers, pourvoient au ravitaillement, organisent les safe houses et supervisent les exfiltrations,.

### L'Affaire Maréchal
La maison familiale des Maréchal sert de safe house depuis près d'une année et demi. Toute la famille est dans la résistance, Georges Maréchal, le père fait du renseignement pour le réseau Luc et est également agent du Réseau Comète de même que son épouse britannique, Elsie Maréchal-Bell, leur fille qui se prénomme également Elsie (18 ans) et le jeune frère, Robert (15 ans) qui sert à l'occasion de courrier.
Le 18 novembre 1942 vers midi, les deux Elsie découvrent avec étonnement une grande enveloppe verte dans leur boîte aux lettres leur signalant l'arrivage imminent de « deux enfants pour jeudi » (signifiant deux pilotes alliés à évacuer). Ceci est contraire à toutes leurs procédures jamais de messages de ce type n'étaient déposés directement chez eux et jamais aucun pilote ne s'est présenté directement chez les Maréchal. Les messages sont transmis via le commerce de madame Deceuninck et les pilotes sont pris en charge par young Elsie sur le parvis d'une église toute proche et, seulement après avoir vérifié qu'ils étaient bien de la RAF via un questionnaire mis au point avec les alliés, de les emmener au domicile de la famille Maréchal avenue Voltaire,,,.
Nous étions précisément jeudi, les deux Elsie sont perplexes et mal à l'aise face à la situation. Mais déjà, on sonne à la porte. Un passeur du réseau se présente avec deux pilotes alliés, leurs réponses aux questions ne sont pas satisfaisantes. Young Elsie doit justement se rendre à la Cantine suédoise, elle demandera conseil à Jean Greindl. Ce dernier et Peggy Van Lier sont immédiatement alarmés par la nouvelle. Jean Greindl demande à young Elsie de rentrer prestement chez elle et de dire à sa mère que tous doivent abandonner l'habitation sur le champ. Il demande à young Elsie de revenir ensuite leur donner des nouvelles.
Les heures passent interminables, Elsie ne revient pas. Jean Greindl et Peggy Van Lier restent désormais silencieux. Seul Victor Michiels, qui a son jeune âge pour lui, souhaite se rendre chez les Maréchal pour tirer tout cela au clair. Jean Greindl refuse, c'est beaucoup trop dangereux. Finalement, la nuit est déjà bien avancée lorsqu'il consent à ce que Victor se rende au 162 de l'avenue Voltaire, chez les Maréchal, en lui disant : « N'essayez surtout pas d'entrer dans la maison, Louis, si vous n'êtes pas absolument certain qu'il n'y a pas de danger ». Victor est en planque, derrière un arbre qui borde l'avenue face au no 162, rien ne se passe, rien ne bouge, il attend encore, il scrute. Un quart d'heure passe, une demi-heure. Toujours rien. Victor Michiels décide d'aller sonner pour en avoir le cœur net. Ce sont plusieurs agents de la Geheime Feldpolizei qui lui ouvrent la porte voulant le forcer à y entrer mais Victor Michiels tente le tout pour le tout et se met à courir le long de l'avenue, il a bientôt atteint l'angle de l'Avenue Ernest Renan mais l'un de ses poursuivants monté sur le marchepied d'un camion qui passait par là le rattrape juste au coin, plusieurs coups de feu retentissent. Victor Michiels est mortellement blessé cette nuit du 18 au 19 novembre 1942,,,,.

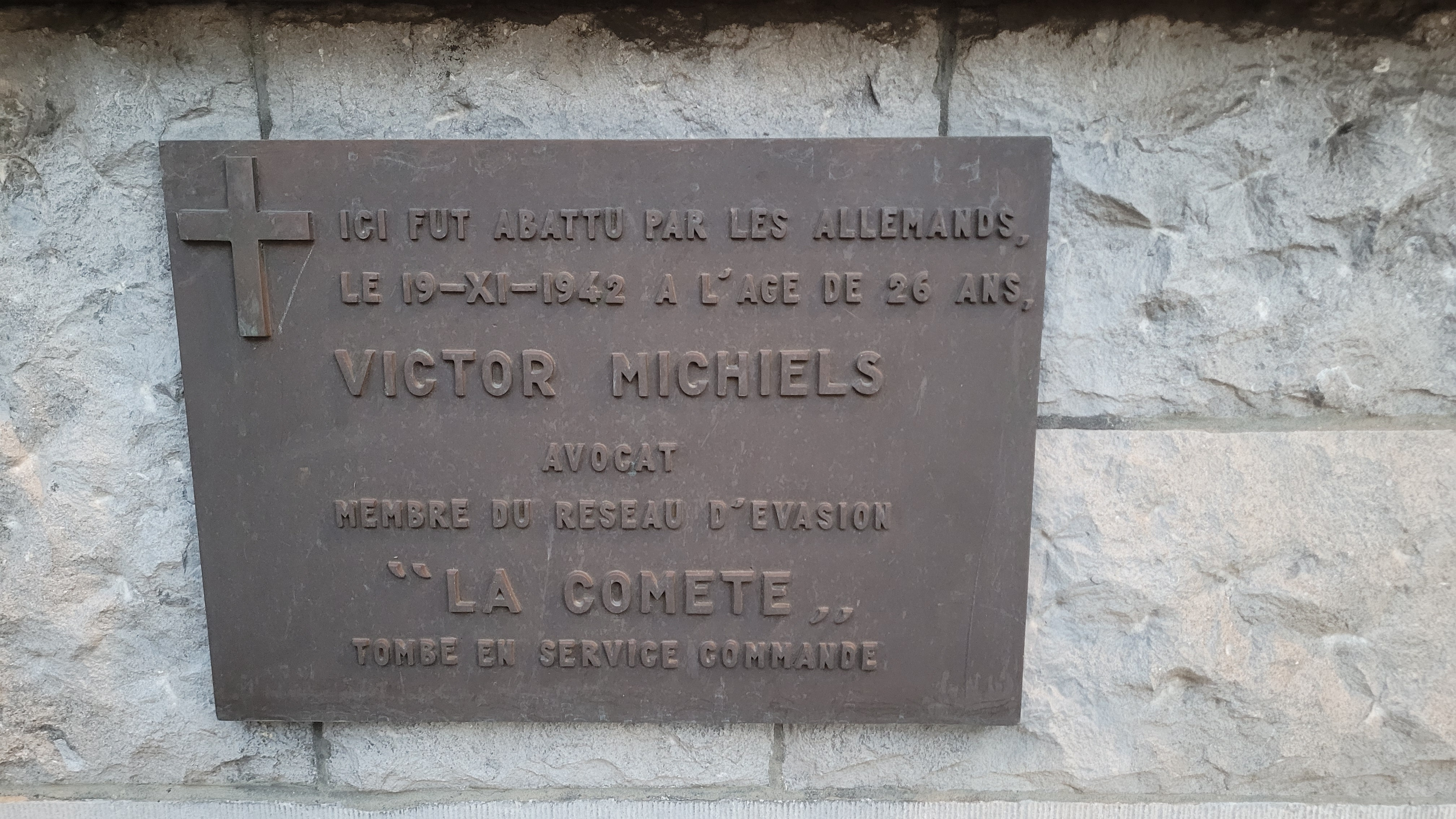
Plaque commémorative, à l'angle de l'Avenue Voltaire et de l'Avenue Ernest Renan

Bien sûr, Victor ne reviendra pas à la Cantine suédoise. Jean Greindl et Peggy Van Lier sont anéantis : qu'est-il en train de se passer ? Le matin, Peggy Van Lier décide de se rendre chez les Michiels pour obtenir des informations. Elle prétextera souhaiter rencontrer Josée, la sœur de Victor, pour lui parler études. Lorsqu'elle sonne à la porte des Michiels, c'est la Geheime Feldpolizei qui l'accueille. Elle est interrogée toute la journée mais son alibi et son excellent allemand la feront libérer, le soir, vers 20 heures,,,.
Les Maréchal ont eu bien moins de chance. Les deux faux pilotes qui étaient en fait des agents infiltrés ont arrêté Elsie Maréchal-Bell. Lorsque young Elsie est rentrée, elle a trouvé la porte entrouverte et 8 agents de la Geheime Feldpolizei l'ont accueillie. Il en fut de même pour Robert rentrant de l'école et pour Georges Maréchal rentrant de son travail dans les Flandres. Tous ont été interrogés et incarcérés. Robert fut libéré après deux mois mais Georges Maréchal fut fusillé au Tir national et Elsie et sa fille furent déportées, en tant que « Nacht und Nebel », dans de nombreux camps auxquels elles survivront cependant et seront libérées en avril 1945,,,,.
Jean Greindl, arrêté trois mois plus tard, est mis au secret et emprisonné à la caserne d'Etterbeek. Sa cellule est détruite lors d'un bombardement allié sur Bruxelles en septembre 1943. Quant à Peggy Van Lier, « brûlée » sur le sol belge, elle est contrainte d'emprunter à son tour la filière d'évasion. Elle parvient à rallier l'Angleterre, en janvier 1943. Jean Greindl sera remplacé par Antoine d'Ursel.
Durant la Seconde Guerre mondiale, 155 membres du Réseau Comète perdirent la vie (dont 56 femmes). Environ un tiers fut tué par balle (pour la plupart des hommes), les autres moururent dans des camps de concentration .

## Reconnaissances
- Une plaque commémorative, inaugurée en 1948, figure à l'angle des avenues Voltaire et Renan à l'endroit même où il fut abattu le 19 novembre 1942.